# Arnold Vanderlyde
Arnold Petrus Maria Vanderlyde (Sittard, 24 januari 1963) is een voormalig Nederlands bokser en 3-voudig winnaar van Olympisch brons.
Vanderlyde begon op vijftienjarige leeftijd met boksen in boksschool De Amateur in Munstergeleen, waar hij 7 jaar trainde bij bokstrainer Jan Derhaag. In zijn loopbaan behaalde hij als amateur driemaal brons op de Olympische Spelen: in 1984, 1988 en 1992. Daarnaast was hij driemaal Europees en achtmaal Nederlands kampioen. Zijn grootste sportieve rivaal al die jaren was de Cubaan Félix Savón, van wie Vanderlyde in zeven onderlinge confrontaties nooit heeft weten te winnen. In 1991 werd hij, samen met schoonspringer Edwin Jongejans, gekozen tot Sportman van het jaar.
In 1992 stopte Vanderlyde met topsport en stapte hij over naar het bedrijfsleven. Hij heeft zijn eigen bedrijf, waarmee hij presentaties, workshops en trainingen voor bedrijven verzorgt.
In 2009 presenteerde Vanderlyde zijn eerste boek: Fighting for success!

## Trivia
- Arnold Vanderlyde was in 2021 te zien als een beveiliger in The Passion 2021.
- Vanderlyde was in 2006 jurylid van de LGD Poëzieprijs.
- Arnold Vanderlyde verbond zich in 2005 aan het goede doel Right To Play. Als ambassadeur bezocht hij in 2006 Oeganda. In november 2011 bezocht Vanderlyde Burundi.
- Hij verzorgde het commentaar voor de World Boxing Council, op RTL 7, samen met Koert Westerman.
- Vanderlyde was in 2012 te zien in een reclamespot voor Dove.
- In 1997 nam Vanderlyde deel aan het televisieprogramma Spel Zonder Grenzen voor de gemeente Heerlen.
- In 1991 presenteerde Vanderlyde het dertiendelige televisieprogramma Fitless bij de VPRO.[2]

- International Standard Name Identifier: 0000 0003 9124 2373
- Nederlandse Thesaurus van Auteursnamen: 315996641
- Virtual International Authority File: 285052851
- WorldCat: E39PBJcGmCCkPMVK8Xfp39hGpP